# Готель Парадізо
«Готель Парадізо» («Hotel Paradiso») — британська кінокомедія 1966 року, знята режисером Пітером Гленвілем.

## Сюжет
Фільм знято за мотивами п'єси Моріса Девальєре. Поки сувора дружина Бенедикта Боніфаса доглядає за своєю хворою подругою, він вирішує позалицятися до симпатичної сусідки Марсель Кот. Жінка нещаслива в шлюбі зі своїм чоловіком, архітектором Анрі, і погоджується провести ніч із Бенедиктом у готелі Парадізо. Але, як з'ясується, саме цей готель є об'єктом архітектурних досліджень Анрі…

## У ролях
- Алек Гіннес: Бенедикт Боніфас
- Пеггі Маунт: Анжеліка Боніфас
- Джина Лоллобриджида: Марсель Кот
- Роберт Морлі: Анрі Кот
- Дуглас Бінг: адвокат Мартін
- Робертсон Хейр: Дюк
- Девід Беттлі: Джордж
- Енн Біч: Віктуар
- Даріо Морено: Турок
- Дерек Фаулдс: Максим
- Леонард Россітер: Інспектор
- Акім Тамірофф: Аньєлло
- Марі Белл: Велика Антуанетта
- Еддра Гейл: гостя готелю
- Пітер Гленвіл: Жорж Фейдо

## Знімальна група
- Режисер: Пітер Гленвіл
- Сценарій: Пітер Гленвіл, Жан-Клод Карр'єр
- Продюсер: Пітер Гленвіл
- Оператор: Анрі Деке
- Композитор: Лоранс Розенталь
- Художник: Роберта Крістідеса
- Костюми: Жак Дюпон
- Грим: Луї Боннемезон